# Teodoro di Sion
Teodoro di Sion, noto anche come Teodulo di Sion o Teodoro di Octodurum (... – Canton Vallese, 400), fu un vescovo svizzero; è celebrato come santo dalla Chiesa cattolica ed era il santo patrono di Canton Vallese.

## Biografia
Fu vescovo di Octodurum (l'attuale Martigny) ed il primo vescovo del canton Vallese.
Nel 381 partecipò al sinodo di Aquileia e molto probabilmente fu presente anche ai sinodi di Milano, nel 381 e nel 393.
Scoprì le tombe di san Maurizio, martire della leggendaria Legione tebana, presso Agaunum, nei dintorni dell'attuale Saint-Maurice in Svizzera. Su questa tomba eresse fra il 380 ed il 400 una chiesa che, insieme a quella di Kaiseraugst, è una delle più antiche conosciute della Svizzera

## Il culto
Le spoglie di san Teodoro furono traslate a Sion presumibilmente nel VI secolo, ma andarono perdute durante l'occupazione delle truppe francesi nel 1798. 
San Teodoro è patrono delle campane, dei vignaiuoli, del tempo meteorologico e, nel Vorarlberg, anche del bestiame. 
Egli è molto venerato nel canton Vallese e sono a lui dedicate numerose chiese. Viene celebrato il 16 agosto. 
Da lui prendono il nome il Colle del Teodulo, fra il canton Vallese e la Valle d'Aosta, ed il ghiacciaio del Teodulo. 
A san Teodoro di Sion, insieme a sant'Alessandro di Roma, è dedicata la splendida basilica barocca di Ottobeuren.
Assieme a Sant'Ambrogio è compatrono di Stresa, a lui è co-dedicata la Chiesa Arcipreturale dei SS. Ambrogio e Theodulo.